# П-19
П-19 «Дунай» — (індекс ГРАУ — 1РЛ134, за класифікацією МО США і НАТО — Flat Face B — мобільна двокоординатна станція радіолокації дециметрового діапазону хвиль.

## Призначення
РЛС П-19 призначена для своєчасного виявлення та супроводу повітряних об'єктів, у межах зони видимості, визначення державної належності та видачі їх координат (дальність, азимут) споживачам інформації про повітряну обстановку.

## Технічні характеристики[3]
| Характеристики П-19             | Характеристики П-19 |
| ------------------------------- | ------------------- |
| Робочий діапазон частот         | 830 … 882 МГц       |
| Імпульсна потужність            | 300 кВт             |
| Максимальна дальність виявлення | 160 км              |
| Зона огляду за висотою, м       | 6 000               |

## Комплектація
До складу станції входять:

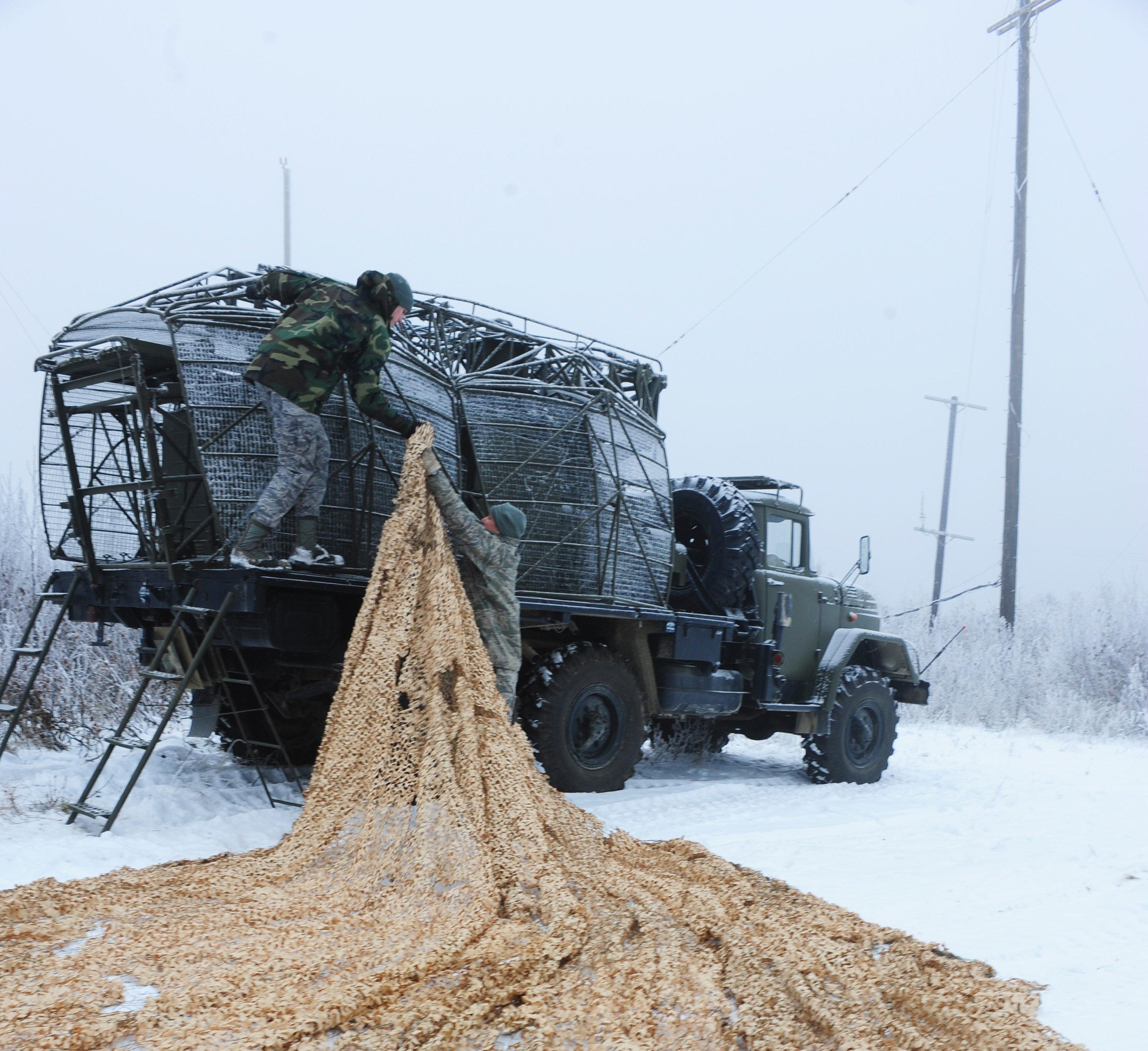
Двоє американських військових накривають маскуючою сіткою радіолокаційного розсіювання агрегатну машину (машину №2) РЛС П-19 під час навчання RED FLAG-Alaska. 2008 рік

1. Апаратна машина (машина №1) з кузовом К-4 на автомобілі ЗІЛ-131, в якому розміщені: радіолокаційна апаратура, апаратура сполучення з іншими РЛС, наземний радіолокаційний запитувач свій-чужий (1Л23-6), апаратура знімання та передачі даних, а також комплект вимірювальної апаратури, апаратура та радіозв'язку.
2. Агрегатна машина (машина №2) з антенно-щогловим пристроєм на автомобілі ЗІЛ-131, на платформі якого розміщені два агрегати живлення АБ-16-Т/230/4-400-М1 та механізм обертання антени.
До складу радіолокаційної апаратури РЛС П-19 функціонально входять такі пристрої та системи:
- антенно-фідерний пристрій;
- передавальний пристрій;
- система автопідстроювання та перебудови частоти;
- система селекції рухомих цілей;
- система індикації;
- система синхронізації;
- приймальний пристрій;
- система радіолокаційного розпізнавання мети;
- система електроживлення;
- система сполучення;
- система знімання та передачі даних;
- контрольно-вимірювальна та тренувальна апаратура;
- система управління, комутації та контролю;
- апаратура знімання та передачі даних.

Усі пристрої та системи станції розміщені на двох автомобілях ЗІЛ-131.